# Ahmad Ouachit
Ahmad Ouachit (ar. حمادي واشيت; ur. w 1961) – marokański narciarz alpejski, dwukrotny olimpijczyk.
Dwukrotnie wziął udział w zimowych igrzyskach olimpijskich. Podczas igrzysk w Sarajewie w 1984 roku wystąpił w dwóch konkurencjach – zajął 38. miejsce w slalomie i 64. w slalomie gigancie. Cztery lata później na igrzyskach w Calgary był 41. w slalomie, a w slalomie gigancie nie został sklasyfikowany (został zdyskwalifikowany podczas pierwszego przejazdu).
W 1982 roku zajął 61. miejsce w slalomie gigancie mężczyzn podczas mistrzostw świata juniorów we francuskim Auron.